# Shaane Fulton
Shaane Fulton (Nelson, 3 de outubro de 2000) é uma ciclista neozelandesa.

## Carreira
Em 2021, Fulton teve que superar uma cirurgia conhecida como osteotomia periacetabular em uma condição genética que afetou a mobilidade de seus quadris.
Ela foi selecionada para o sprint em equipe no Campeonato Mundial de Ciclismo de Pista UCI de 2023 em Glasgow, no qual a equipe da Nova Zelândia ficou em quinto lugar. Naquele mês, ela estabeleceu um novo recorde nacional ao ganhar o título de contra-relógio de 500 m no campeonato nacional de ciclismo da Nova Zelândia.
Ela correu como parte da equipe de velocidade da Nova Zelândia que disputou a Copa das Nações UCI em Hong Kong em março de 2024.
Ela competiu nas Olimpíadas de Paris de 2024 na corrida de velocidade por equipes e fez parte da equipe em 5 de agosto de 2024 que brevemente estabeleceu um novo recorde mundial nas eliminatórias e ganhou a medalha de prata.